# Facultad de Economía y Administración de la Pontificia Universidad Católica de Chile
La Facultad de Economía y Administración de la Pontificia Universidad Católica de Chile, anteriormente conocida como Facultad de Ciencias Económicas y Administrativas y cuyo origen se remonta al año 1924, define como tareas esenciales de su actividad académica la docencia y la investigación en las ciencias económicas y administrativas y procura alcanzar en ellas el más alto estándar de excelencia. Está considerada como la mejor escuela de economía de América Latina y una de las 50 mejores del mundo según el ranking QS 2024.

## Historia
En 1924, Monseñor Casanueva fundó la Facultad de Comercio, rebautizada como la Facultad de Ciencias Económicas y Administrativas.
En la década del 50 ocurrieron dos sucesos importantes. Primero, el rector Monseñor Alfredo Silva Santiago y el decano de la facultad, Julio Chaná Cariola, firmaron un convenio con la Universidad de Chicago, establecimiento que poseía uno de los mejores departamentos de economía de los Estados Unidos. El propósito de este acuerdo era mejorar los programas de enseñanza e investigación en materia económica, así como también formar profesionales influyentes en la política, el desarrollo y la economía de Chile.
De esta Facultad han egresado importantes personalidades de la política y la actividad empresarial en Chile: el presidente de la República, Sebastián Piñera; el exalcalde y ministro de Educación, Joaquín Lavín; el exministro del Trabajo y creador del sistema previsional chileno, José Piñera Echenique; exministro de Secretaría General de la Presidencia, Cristián Larroulet; el exministro de Hacienda Felipe Larraín; el anterior ministro de Planificación Nacional Felipe Kast y muchos otros. El Decano de la Facultad es José Miguel Sánchez.

## Estructura
Está integrada por dos unidades académicas:
- Instituto de Economía.
- Escuela de Administración.

La Facultad otorga el grado académico de Licenciado en Ciencias Económicas y de la Administración y el título profesional de Ingeniero Comercial mención Administración de Empresas o mención Economía, según los ramos de especialidad que escoja el alumno.
Además, otorga los siguientes postgrados:
- Doctorado (PhD) en Economía.
- Magíster en Administración de Empresas (MBA UC).
- Magíster en Ciencias de la Administración.
- Magíster en Dirección Estratégica de Recursos Humanos y Comportamiento Organizacional (Fac.de Cs.Económicas y Admisnistrativas y Fac.de Cs.Sociales).
- Magíster en Economía.
- Magíster en Finanzas.
- Postítulo en Administración de Empresas.